# 王若儼
王若儼（1887年8月19日—1968年10月17日）江苏溧阳人，清朝及中华民国医生。

## 生平
王若儼早年留学日本千叶医学专科学校医科，1903年11月编写《催眠术实施法》 （清国留学生会馆 ），1907年在校期间曾经在《医药学报》上发表文章。
归国后，王若儼于宣統元年（1909年）获游学毕业进士。
1925年2月1日，为准备第一次东征，黄埔军校人员改组，蒋介石呈请任命王若儼代理军医处处长。后来王若俨“因营私误公免职”，改由郭琦元代理军医处处长。